# Эгеберг, Карл Теодор фон
Карл Теодор фон Эгеберг (нем. Karl Theodor von Eheberg; 1 февраля 1855, Мюнхен — 20 августа 1941, Шефтларн) — немецкий экономист, педагог, доктор наук, профессор Эрлангенского университета. Почётный гражданин Эрлангена.

## Биография
Сын королевского советника и секретаря кабинета принца Карла Баварского. Окончил гимназию в Мюнхене в 1873 году. Первоначально изучал право в Мюнхенском университете. Во время учебы стал членом Мюнхенского академического хорового общества. С 1877 года посвятил себя изучению экономической, философской и юридической истории в Университетев Страсбурга. Учился у Густава фон Шмоллера и Георга Фридриха Кнаппа, оказавших на него большое влияние. В 1878 г. защитил докторскую диссертацию.
Получив докторскую степень, В 1884 году был назначен профессором экономики, финансов и статистики в Эрлангенском университете. Эхеберг вышел в отставку в 1926 году и затем поселился в Мюнхене.
Эгеберг был видным представителем молодой исторической школы экономики. Автор исторических исследований по конституционной, административной и экономической истории, а также эмпирических исследований, прежде всего по сельскохозяйственным и финансовым вопросам. С годами всё больше и больше внимания уделял финансам. Эгеберг с успехом пытался разъяснить термины финансовой науки. Таким образом, он упорядочил многообразие финансовых явлений и стал примером для многих финансовых практиков в стране и за рубежом.

## Избранные труды
- «Die Münzerhausgenossenschaften, hauptsächlich im XIII Jahrhundert» (Лпц., 1879);
- «Ueber das ältere deutsche Münzwesen und die Hausgenossenschaften besonders in Volkswirtschaftlicher Beziehung» (ib., 1879);
- «Grundriss der Finanzwissenschaft» (Эрланген, 1882; 5-е изд., Лпц., 1898);
- «Historische und kritische Einleitung zur siebenten Auflage von Lists nationalem System der politischen Oekonomie» (Штутгарт, 1883);
- «Die deutsche Auswanderung» (Гейдельберг, 1885); «Agrarische Zustände in Italien» (Лпц., 1885).
- Курс финансовой науки / Пер. с 12-го нем. изд. под ред., [с предисл.] и с доп. по рус. фин. праву М. А. Курчинского, пр.-доц. С.-Петерб. ун-та. — Санкт-Петербург, 1913. — XII, 592 с. : табл.
- Современные налоги на Западе : Налоги на доходы, имущества и на переход имущества / Пер. с 19-го нем. изд. под ред. и с доп. по русскому податному законодательству проф. М. И. Боголепова. — Петроград : Наука и школа, 1923. — 96 с. : табл.